# Субендотелій
Субендотелій або субендотеліальний шар (шар Лангханса) — внутрішній шар судин. Складається з пухкої сполучної тканини, багатої клітинами зірчастої форми, серед яких виявляють поодинокі гладком'язові клітини, орієнтовані за віссю судини. Міжклітинна речовина містить глікозаміноглікани і фосфоліпіди. Товщина субендотеліального шару обернено пропорційна діаметру судини.
Субендотеліальний шар містить колаген, еластичні волокна і протеоглікан, також присутні гладком'язові клітини, фібробласти і міофібробласти. Колаген, що міститься в субендотелії, є особливо важливим стимулом для активації тромбоцитів і адгезії.